# Adam Bombole Intole
Adam Bombole Intole, né le 18 mars 1957 à Mbandaka en République Démocratique du Congo, est un homme d'affaires et une personnalité politique de nationalité congolaise. Actuellement remarié à madame Meghna, le grand saoudien a passé pratiquement neuf ans de veuvage après la mort tragique de sa défunte épouse Jeannette Kalonji, mécène de plusieurs musiciens congolais en juillet 2014. Ensemble ils ont eu trois enfants Chloé, Ève et Adam Jr. Avec son actuelle épouse, ils ont une petite fille au nom de Lucia-Mia qui est âgée de deux ans. Il a également deux fils au nom de Christopher et Adam.  
Il est actuellement président national du parti politique Ensemble Changeons le Congo (ECCO) et administrateur de sociétés.

## Biographie
Adam Bombole est né le 18 mars 1957, en République démocratique du Congo précisément à Mbandaka, dans la province de l'Équateur.
Il est détenteur d'un diplôme de licence en économie, obtenu en 1982 à l'Université nationale du Zaïre.

### Cadre du Mouvement de Libération du Congo
Pendant plusieurs années, il a été membre et cadre du Mouvement de libération du Congo en occupant notamment le poste stratégique de président interfédéral du parti dans la capitale du pays.
Lors des élections législatives de 2006, il est élu député national dans la circonscription de la Lukunga et député provincial de la ville de Kinshasa. Fort de ses résultats électoraux, il est désigné candidat gouverneur de Kinshasa pour le compte du regroupement Union pour la Nation (UN) à l'élection de janvier 2007.
Malgré une majorité relative de 22 députés sur 48 à l'assemblée provinciale, un coup de théâtre se produit et Adam Bombole est battu par André Kimbuta, candidat de l'Alliance pour la majorité présidentielle par 22 voix contre 26,.

### Candidat à l'élection présidentielle de 2011

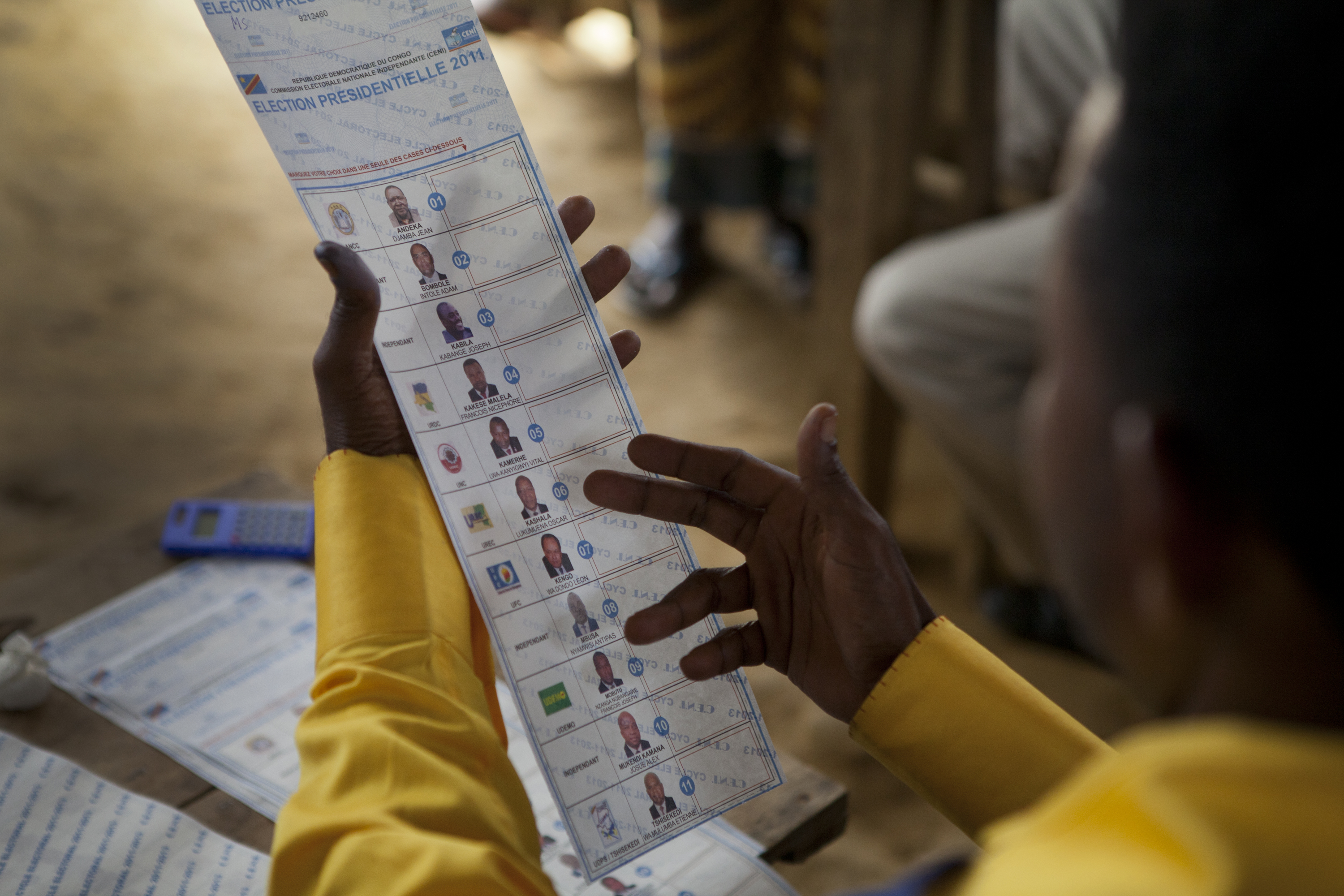
Bulletin de vote de l'élection présidentielle de 2011.

En 2011, il se présente à l'élection présidentielle en assurant avoir l'assentiment du président du parti, Jean-Pierre Bemba, détenu à La Haye. En désaccord avec la direction du parti sur cette question, il est exclu du Mouvement de libération du Congo et se présente alors comme indépendant,.
Il propose un mécanisme afin de permettre à un plus grand nombre de congolais de se lancer comme lui dans les affaires en prévoyant une juste répartition des richesses nationales. Il élabore un projet de société ayant pour objectif de changer la gestion du pays en bannissant la mafia, le tribalisme, la corruption, la tricherie et le clivage est-ouest. Préoccupé par la situation sociale, Bombole promet la création d'emplois, l'amélioration de la desserte en eau et en électricité et la gratuité de l'enseignement primaire . Il se positionne à la 8e place de cette élection et demande l'invalidation du scrutin avec 3 autres candidats (Vital Kamerhe, Léon Kengo et Antipas Mbusa), dénonçant des graves manquements et irrégularités lors du déroulement du vote. 

### De 2014 à ce jour
En 2014, il fonde Ensemble Changeons le Congo, un parti politique d'opposition et d'idéologie libérale. Par la suite, sa formation politique adhère à plusieurs regroupements soutenant la candidature de Moïse Katumbi à l'élection présidentielle de 2018. 
Celui-ci n'ayant pas pu déposer sa candidature, Adam Bombole apporte son soutien à la candidature de Félix Tshisekedi.
En début d'année 2019, il quitte les plateformes le liant à Moïse Katumbi pour cause de divergence de points de vue depuis la désignation du candidat de la coalition lamuka,.
Il retire sa candidature aux élections sénatoriales de 2019 dénonçant la corruption à laquelle se prêtent certains députés provinciaux.
Adam Bombole adhère à l’Union Sacrée de la Nation initiée par Félix Tshisekedi à l’issue des consultations nationales lancées le 23 octobre 2020.